# Salford Quays

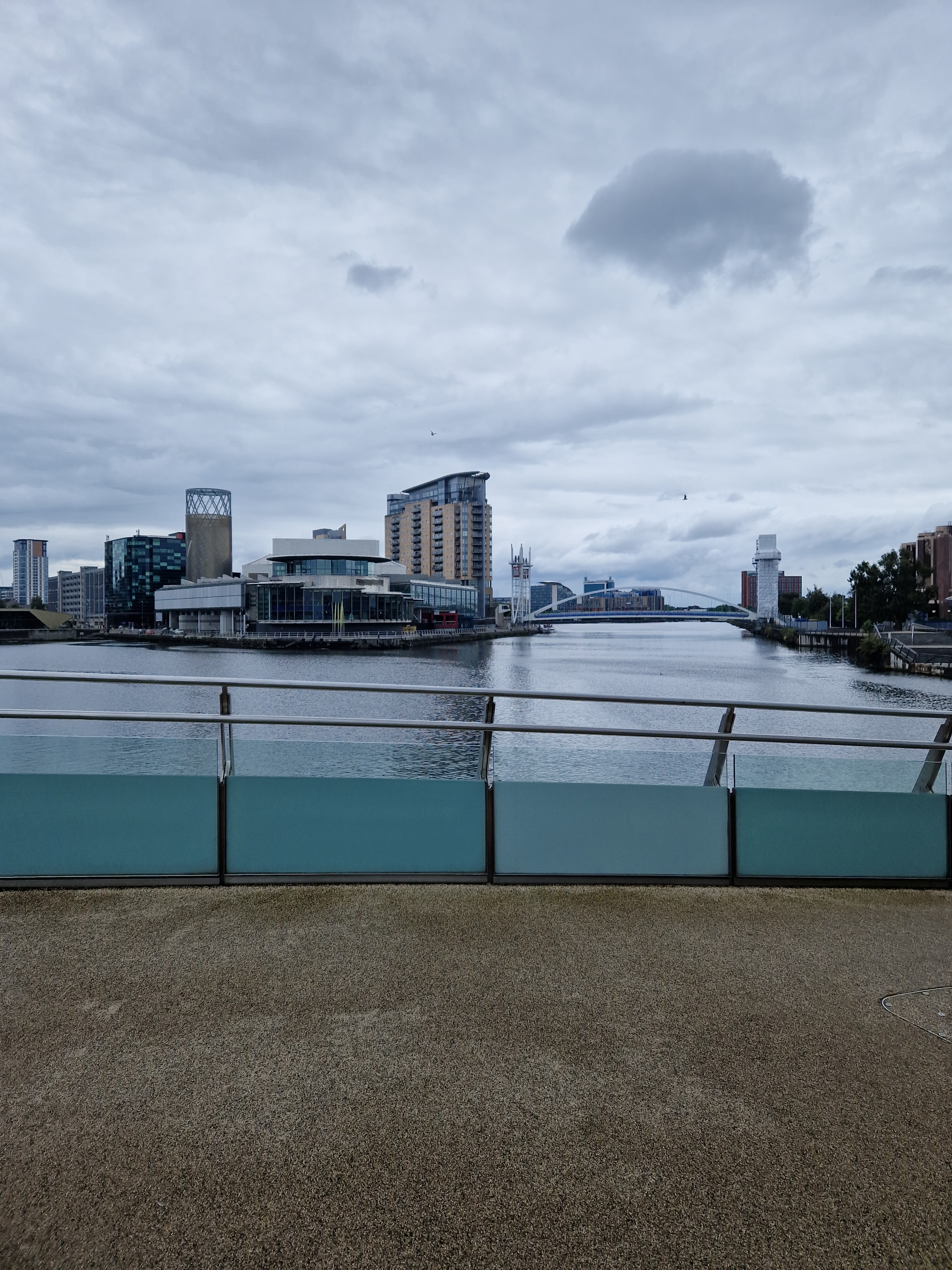
Salford Quays (région de Salford, Grand Manchester, Angleterre)

Salford Quays est un quartier de Salford dans le Grand Manchester, en Angleterre, situé près de l'extrémité du canal maritime de Manchester. Ce site accueillait autrefois les docks de Manchester, mais il a été complètement régénéré après leur fermeture en 1982.

## Tourisme
Old Trafford, le musée de la guerre (I WM North) et le complexe « The Lowry ».